# Reial Automòbil Club de Catalunya
El Reial Automòbil Club de Catalunya, abreujat RACC, és un club d'automobilistes català constituït l'any 1906 que compta amb vora 1.000.000 de socis, fet que el converteix en el més gran de l'estat espanyol i en una organització de referència internacional en l'àmbit de la mobilitat. L'entitat fou creada com a Automòbil Club Barcelona el 1903 i canvià el seu nom per l'actual el 20 de setembre de 1906. Actualment té la seu a l'avinguda Diagonal de Barcelona i el seu president és, des de l'1 de juliol de 2015, Josep Mateu.
Des d'un bon començament, el RACC ha desenvolupat la seva activitat dins dos camps complementaris: d'una banda, ofereix tota mena de serveis als seus socis (com ara assegurances, assistència en carretera, autoescoles, agència de viatges i compra de vehicles) i de l'altra, actua com a entitat esportiva tot organitzant competicions d'automobilisme i promocionant tota mena de pilots, tant d'automòbil com de motocicleta. Finalment, l'entitat duu a terme una intensa activitat en pro de la seguretat viària per mitjà de la Fundació RACC, creada el 1994; aquesta fundació, a més, s'encarrega de conservar el patrimoni històric i cultural de l'automobilisme a Catalunya.

## Història

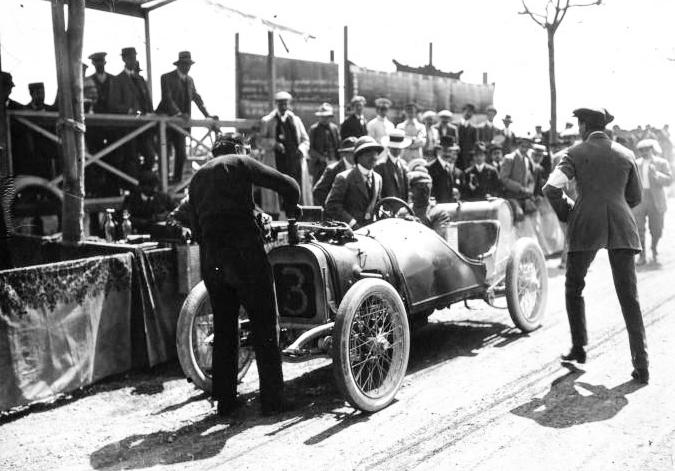
Imatge de la II Copa Catalunya (1909), organitzada pel RACC

Seguint l'exemple d'altres països, el 1903 es constitueix a Barcelona l'Automòbil Club Barcelona, amb la finalitat de defensar els interessos d'un col·lectiu en expansió a l'època, el dels automobilistes. Cadascun dels set socis fundadors (el doctor Enric Cera, el pintor Ramon Casas, Josep Suitas, Joan Ponsa, Joan Reynes, Josep Bertrand i Marcel·lí Jorba) hi aporta 190,90 pessetes (uns 1,15 euros al canvi). Com a curiositat, cal dir que Ramon Casas creà diversos cartells per a les nombroses curses que organitzava el RACC durant la seva etapa inicial. Només tres anys després, el 1906, el club ja tenia activitat a tot Catalunya i, aprofitant que el 20 de setembre d'aquell any Alfons XIII li atorgà el dret d'anomenar-se «Reial», l'entitat es va rebatejar com a Reial Automòbil Club de Catalunya, nom que ha mantingut fins a l'actualitat tret de l'etapa republicana (1931-1939), en què s'anomenà Automòbil Club de Catalunya (ACC).
El 1908, el club organitzà la primera Copa Catalunya d'automobilisme, la primera cursa en circuit mai disputada a l'estat. Fou un esdeveniment internacional i hi participaren els millors especialistes de l'època. Més tard, el RACC enceta una etapa de col·laboració regular amb el Moto Club Deportivo Barcelona (antecessor del Reial Moto Club de Catalunya, RMCC), començant amb la Copa Tibidabo el 24 de maig de 1914 (la primera pujada al Tibidabo que es va fer, per l'Avinguda del Tibidabo). El 1916, el RACC convoca la I Volta a Catalunya automobilística, iniciant així un interès dels ral·lis que culmina el 1929 amb el Gran Ral·li Internacional, celebrat amb motiu de l'Exposició Internacional de Barcelona, que compta amb 25 equips en aquesta ciutat i molts altres sortits de 18 ciutats europees. Pocs anys després, es fan les primeres curses al circuit de Montjuïc.
Durant anys, abans de la creació de la Federació Catalana d'Automobilisme el 1940, el RACC actuà com a tal per delegació de l'espanyola. A més a més, entre 1940 i 1957 el càrrec de president de la federació catalana va tenir associat el de president del Reial Automòbil Club de Catalunya.

### Activitat esportiva
Al llarg de la seva dilatada història, el RACC ha organitzat nombroses proves de gran prestigi. A banda de les ja esmentades, a tall d'exemple cal destacar les següents:
- Pujada al Puig Major

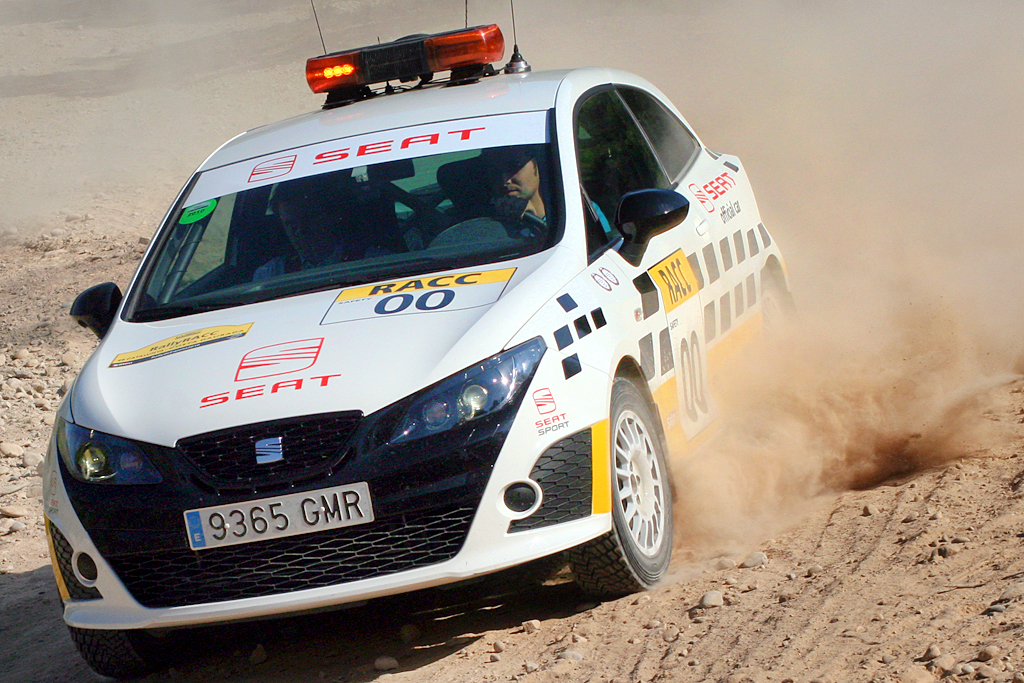
Un Seat Ibiza del RACC, fent de cotxe zero al Ral·li de Catalunya del 2010

- Gran Premi de Barcelona d'automobilisme (Fórmula 2 i Fórmula 3)
- Ral·li de Catalunya
- Ral·li Catalunya - Costa Brava
- Critèrium Montseny-Guilleries
- Baja Aragón (1988 - 1990)

A banda, el RACC ha portat a Catalunya esdeveniments internacionals de primer ordre:
- Fórmula 3 (1965)
- Fórmula 2 (1966)
- Campionat d'Europa de Muntanya (1967), amb la cèlebre Pujada al Montseny
- Fórmula 1 (1969). Cal dir que, aquell any, la International Racing Press Association (IRPA) lliurà al RACC el seu "Premi Taronja", que l'acreditava com a millor organitzador mundial de Grans Premis de Fórmula 1 de la temporada.

Finalment, la intensa activitat del club envers els esports del motor s'ha vist reflectida en aquests àmbits:
- Suport continuat al circuit de Calafat
- Impuls i construcció del circuit de Catalunya
- Trofeus de Promoció diversos (Volant Racc, Trofeu FAE, Copa Conti, Open Racc i altres)[8]
- Suport a pilots d'alt nivell, tant d'automobilisme com de motociclisme. Entre molts altres, cal esmentar Antoni Zanini, Salvador Cañellas, Salvador Servià, Sito Pons, Àlex Crivillé, Joan Garriga, Carles Cardús, Lluís Pérez-Sala, Fermí Vélez, Josep Bassas, Marc Gené, Marc Coma i Laia Sanz.[9][10]

En aquest punt, cal destacar la feina feta per l'entitat durant anys en pro del motociclisme de velocitat català, especialment d'ençà de la dècada de 1990 quan, sota l'impuls i direcció de Joan Moreta (membre de la junta directiva del club i dirigent de les federacions catalana i espanyola de motociclisme), el RACC potencià l'esport de base i possibilità el sorgiment de tota una generació de campions del món, entre ells Toni Elías, Jorge Lorenzo, els germans Espargaró (Pol i Aleix), Maverick Viñales i els germans Márquez (Marc i Àlex).

## Llista de presidents

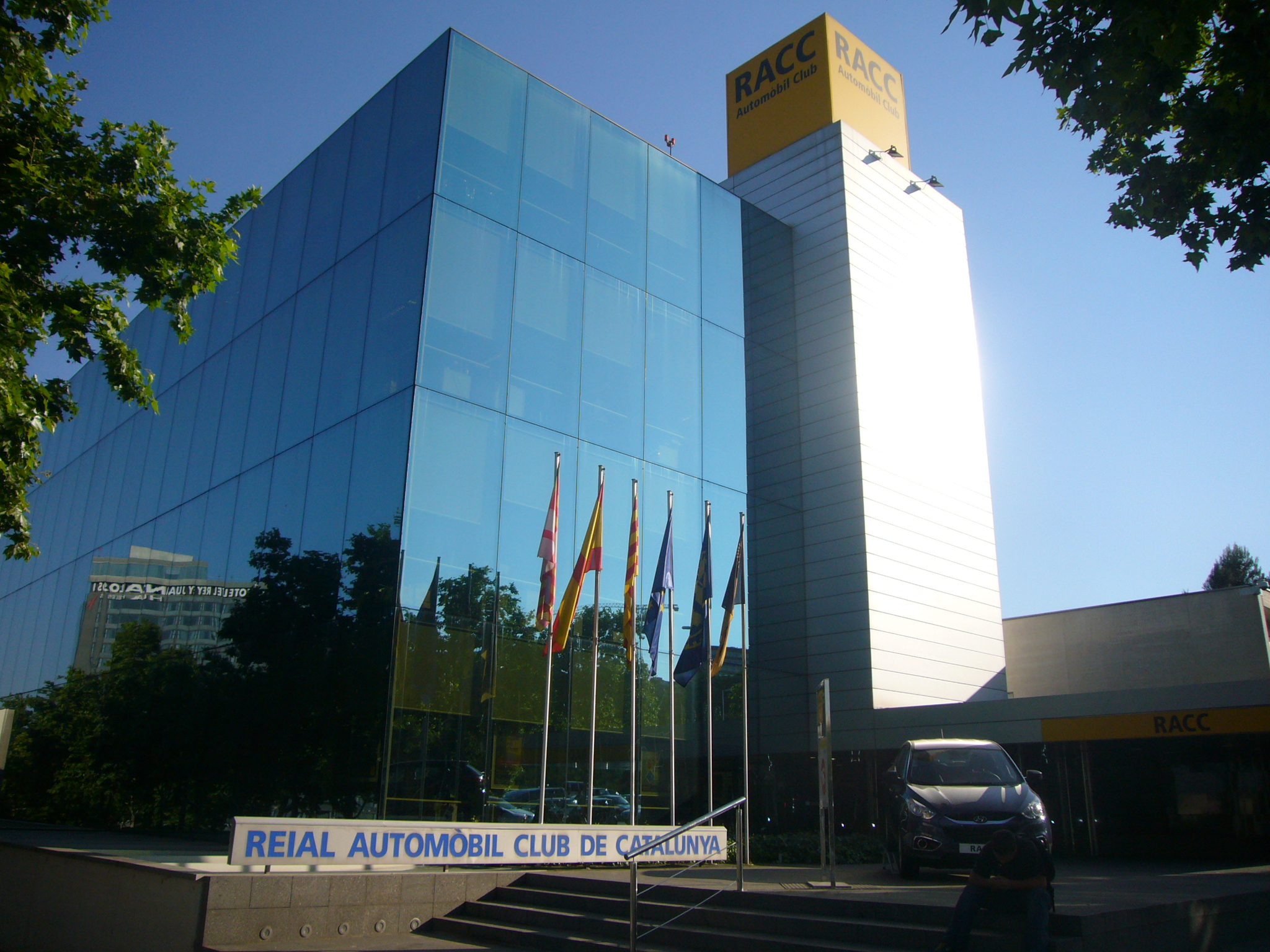
Seu central del RACC, a l'avinguda Diagonal de Barcelona

Tot seguit, es detalla la llista de presidents del RACC des de la seva fundació:

### Fins a 1939
- Enric Cera i Buixeda (1906)
- Lluís F. Baixeras Spiell (1906 - 1908)
- Salvador de Samà i Torrents
- Maties Muntadas i Rovira
- Francesc Fàbregas i Mas (1913 - 1918)
- Josep Bertrand i Salsas (1918 - 1922)
- Eusebio López y Díaz de Quijano (1922 - 1926)
- Enric Cera i Buixeda (1926 - 1929)
- Eusebio López y Díaz de Quijano (1929 - 1933)
- Josep Sunyol i Garriga (1933 - 1934)
- Salvi Iborra i Guillemot (1934 - 1936)

### D'ençà de 1939
- Francisco Quintana Ylzarbe (1940 - 1957)
- Salvador Fàbregas Bas (1957 - 1985)
- Sebastià Salvadó Plandiura (1985 - 2015)
- Josep Mateu Negre (2015 - actualitat)

## Serveis
A començaments de la dècada de 1990, el RACC tenia 260.000 afiliats i ja era la primera entitat automobilística de l'estat de tipus associatiu. Vint-i-cinc anys més tard, el nombre de socis voreja el milió. L'entitat innova contínuament tot aportant solucions tecnològiques i humanes que li permetin donar assistència als seus socis tothora i arreu del món. Per mitjà de la tasca d'investigació i divulgació de la Fundació RACC, a més, treballa en el foment d'una mobilitat segura i respectuosa amb el medi ambient.
El RACC publica i tramet trimestralment als seus socis La Revista del RACC, una publicació que compta amb nombrosa informació sobre mobilitat, motor, viatges, lleure i altres, a més d'informacions diverses sobre avantatges i promocions per a socis.
Finalment, des de començaments de la dècada de 2010, el RACC ofereix un servei propi de telefonia mòbil.

## Flota

### Vehicles terrestres
BMW X3
Seat Altea XL
Mercedes Sprinter 515

### Vehicles aeris
Helicòpters Eurocopter EC-135
Avió medicalitzat